# Jouko Lindgren
Jouko Lindgren   (Hèlsinki, 15 d'abril de 1955) és un regatista finlandès que va competir internacionalment durant les dècades de 1970 i 1980. És el pare dels també regatistes olímpics Niklas i Joonas Lindgren.
El 1980 va prendre part en els Jocs Olímpics d'Estiu de Moscou, on va guanyar la medalla d'or en la categoria de Classe 470 del programa de vela. Va compartir vaixell amb Georg Tallberg.